# Sahle-Work Zewdeová
Sahle-Work Zewdeová, nepřechýleně Zewde (amharsky: ሳህለወርቅ ዘውዴ; * 21. února 1950 Addis Abeba) je etiopská politička, diplomatka a od roku 2018 je také 4. prezidentkou Etiopie, první ženou zvolenou do tohoto úřadu. Už od roku 1989 působila v několika mezinárodních organizacích, včetně OSN, často v roli diplomata.

## Osobní život
Narodila se v roce 1950 v Addis Abebě, hlavním městě tehdejšího Etiopského císařství. Otec byl vysokým důstojníkem císařské armády. Je nejstarší ze čtyř sester. Navštěvovala základní a střední školu Lycée Guebre-Mariam v Addis Abebě, později studovala přírodní vědy na univerzitě ve francouzském Montpellier. Hovoří plynně amharsky, francouzsky a anglicky.
Zewdeová je vdaná a má dva syny.

## Profesní život

### Diplomatická kariéra
Zewdeová byla teprve druhou ženou v historii Etiopie, která se stala velvyslankyní (první ženou na velvyslaneckém postu byla Yodit Emiru). Působila jako velvyslankyně jak v komunistické Etiopské lidově demokratické republice, tak v poválečné přechodné etiopské vládě.
V letech 1989 – 1993 působila jako velvyslankyně v Senegalu s akreditací pro Mali, Kapverdy, Guineu-Bissau, Gambii a Guineu, v letech 1993 – 2002 byla velvyslankyní v Džibutsku a stálou představitelkou při Mezivládním úřadu pro rozvoj (IGAD). Později působila jako velvyslankyně ve Francii a v letech 2002 – 2006 byla stálou zástupkyní UNESCO v Tunisku a Maroku.
Následně zastávala další vysoké funkce, včetně stálé zástupkyně Etiopie při Africké unii a Hospodářské komisi OSN pro Afriku (ECA) a generální ředitelky pro africké záležitosti na etiopském ministerstvu zahraničních věcí.

### Kariéra v OSN
Do roku 2011 působila Zewdeová jako zvláštní zástupkyně generálního tajemníka OSN Pan Ki-muna a vedoucí Integrovaného úřadu OSN pro budování míru ve Středoafrické republice (BINUCA).
V roce 2011 byla jmenována generální ředitelkou kanceláře OSN v Nairobi (UNON), podle Africké ročenky 2012 se pod jejím vedením nairobská kancelář stala důležitým centrem OSN pro východní a střední Afriku.
V červnu 2018 ji generální tajemník OSN António Guterres jmenoval jako první ženu svou zástupkyní a vedoucí Úřadu OSN pro Africkou unii (UNOAU). Funkce se vzdala, když se stala prezidentkou.

### Prezidentka Etiopie
Zewdeová byla 25. října 2018 jmenována etiopskou prezidentkou a stala se první ženou v této funkci a čtvrtou hlavou státu v Etiopské federativní demokratické republice vzniklé v roce 1995. Nahradila Mulatu Teshomeho, který úřad zastával pět let a odešel rok před koncem svého funkčního období s tím, že chce být součástí změn a reforem. Zewdeová byla v době svého zvolení jedinou prezidentkou v celé Africe.